# Ловер-Пост
Ловер-Пост (англ. Lower Post) — індіанське поселення в Канаді, у провінції Британська Колумбія, у складі регіону Стекін.

## Населення
За даними перепису 2016 року, індіанське поселення нараховувало 81 особу, показавши скорочення на 22,9%, порівняно з 2011-м роком. Середня густина населення становила 145,3 осіб/км².
З офіційних мов обидвома одночасно не володів жоден з жителів, тільки англійською — 80. Усього 10 осіб вважали рідною мовою жодну з офіційних, з них усі — одну з корінних мов.
Працездатне населення становило 76,9% усього населення, рівень безробіття — 20% (33,3% серед чоловіків та 0% серед жінок). 100% осіб були найманими працівниками, а 0% — самозайнятими.

## Клімат
Резервація знаходиться у зоні, котра характеризується континентальним субарктичним кліматом. Найтепліший місяць — липень із середньою температурою 13.9 °C (57 °F). Найхолодніший місяць — січень, із середньою температурою -26.7 °С (-16 °F).
| Клімат Ловер-Поста      | Клімат Ловер-Поста | Клімат Ловер-Поста | Клімат Ловер-Поста | Клімат Ловер-Поста | Клімат Ловер-Поста | Клімат Ловер-Поста | Клімат Ловер-Поста | Клімат Ловер-Поста | Клімат Ловер-Поста | Клімат Ловер-Поста | Клімат Ловер-Поста | Клімат Ловер-Поста | Клімат Ловер-Поста |
| Показник                | Січ.               | Лют.               | Бер.               | Квіт.              | Трав.              | Черв.              | Лип.               | Серп.              | Вер.               | Жовт.              | Лист.              | Груд.              | Рік                |
| Середній максимум, °C   | −22                | −12                | −2                 | 7                  | 14                 | 19                 | 21                 | 19                 | 12                 | 3                  | −10                | −17,8              | 2                  |
| Середня температура, °C | −27                | −19                | −10                | 0                  | 7                  | 12                 | 14                 | 12                 | 7                  | 0                  | −14                | −22                | −3                 |
| Середній мінімум, °C    | −32                | −25                | −17                | −6                 | 0                  | 5                  | 7                  | 6                  | 1                  | −5                 | −18                | −27                | −9                 |
| Норма опадів, мм        | 35                 | 23                 | 23                 | 19                 | 30                 | 48                 | 57                 | 47                 | 47                 | 47                 | 33                 | 33                 | 439                |
| ----------------------- | ------------------ | ------------------ | ------------------ | ------------------ | ------------------ | ------------------ | ------------------ | ------------------ | ------------------ | ------------------ | ------------------ | ------------------ | ------------------ |
| Джерело: Weatherbase    |                    |                    |                    |                    |                    |                    |                    |                    |                    |                    |                    |                    |                    |